# Dzikie i szalone
Dzikie i szalone (ang. Pretty Wild) – amerykański reality show wyemitowany po raz pierwszy na kanale E! 14 marca 2010 roku.
Trzy córki byłej modelki Andrei Aarlington, które wychowały się w niewielkim miasteczku w Kalifornii, przeprowadzają się do Hollywood, gdzie chcą rozkręcić swoje kariery w modelingu. Dziewczyny bywają we wszystkich najmodniejszych klubach i na najlepszych imprezach. Show ukazuje również relację z procesu Alexis, która w 2009 roku została aresztowana za uczestnictwo we włamaniach do domów gwiazd takich jak Orlando Bloom i Lindsay Lohan.
Emisja pierwszego sezony zakończyła się w Stanach Zjednoczonych 23 maja 2010 roku (w Polsce 13 czerwca 2010). 31 maja 2010 ogłoszono, że powstanie kolejny sezon show.

## Występują
- Tess Taylor – 20-letnia adoptowana[2] córka byłej modelki Andrei Arlington. Pracuje jako modelka, została Playboy Cyber Girl[3].
- Alexis Neiers – 18-letnia córka Arlington. Prowadzi karierę modelki, stara się oczyścić swoje dobre imię po oskarżeniu o okradanie sław.
- Gabby Neiers – 16-letnia młodsza siostra Tess i Alexis.
- Andrea Arlington – 45-letnia matka Tess, Alexis i Gabby. W 1980 promowała jako modelka bieliznę, obecnie pomaga rozwijać kariery modelek swoich córek Tess i Alexis.
- Jerry Dunn – mąż Andrei oraz ojczym Tess, Gaby i Alexis.

## Odcinki

### Sezon 1
| N/o | Tytuł odcinka                       | Polski tytuł             | Premiera amerykańska | Opis odcinka |
| --- | ----------------------------------- | ------------------------ | -------------------- | --- |
| 1   | The Arrest                          | Aresztowanie             | 14 marca 2010        | Alexis zostaje aresztowana za włamania do posiadłości Hollywoodzkich gwiazd.                                                                           |
| 2   | The Hearing                         | Przesłuchanie            | 21 marca 2010        | Podczas wstępnego przesłuchania Alexis zostaje oskarżona o kradzież z włamaniem do rezydencji sławnych ludzi.                                          |
| 3   | The Move                            | Przeprowadzka            | 28 marca 2010        | Rodzina powoli przyzwyczaja się do nowego życia w Hollywood. Tymczasem Tess denerwuje się, kiedy jej biologiczna matka próbuje nawiązać z nią kontakt. |
| 4   | The Party                           | Urodziny                 | 11 kwietnia 2010     | Zbliżają się 16. urodziny Gabby i dziewczyna razem z siostrą Tess organizuje wielką imprezę. Alexis staje twarzą w twarz z jedną z ofiar kradzieży.    |
| 5   | What Happens in Cabo, Stays in Cabo | Impreza w Cabo           | 18 kwietnia 2010     | Dziewczyny dostają zaproszenie do udziału w imprezie charytatywnej w Cabo, ale Alexis, wbrew radom swojego adwokata, wyjeżdża z kraju.                 |
| 6   | Vanity Unfair                       | Wywiad dla prasy         | 25 kwietnia 2010     | W wywiadzie dla Vanity Fair Alexis może wreszcie przedstawić swoją wersję wydarzeń, ale wkrótce okazuje się, że artykuł jest nieco przekłamany.        |
| 7   | Mommy Dearest                       | Ukochana córeczka mamusi | 2 maja 2010          | Alexis, nawet jeśli będzie miała nieco szczęścia, może trafić do więzienia na 6 lat. Przerażona Andrea próbuje ratować córkę.                          |
| 8   | Birds and Bees                      | Skąd się biorą dzieci?   | 16 maja 2010         | Sexy Javier przyjeżdża z Cabo i Alexis zastanawia się, czy przyznać mu się do powiązań z przestępczą działalnością „Bling Ring”.                       |
| 9   | And So It Is                        | Szara rzeczywistość      | 23 maja 2010         | Alexis przeżywa zbliżającą się rozprawę sądową, szczególnie że pojawia się plotka, że przeciwko niej zeznawał będzie znany aktor Orlando Bloom.        |